# Miller (South Dakota)
Miller is een plaats (city) in de Amerikaanse staat South Dakota, en valt bestuurlijk gezien onder Hand County.

## Demografie
Bij de volkstelling in 2000 werd het aantal inwoners vastgesteld op 1530.
In 2006 is het aantal inwoners door het United States Census Bureau geschat op 1365, een daling van 165 (-10,8%).

## Geografie
Volgens het United States Census Bureau beslaat de plaats een oppervlakte van
2,5 km², geheel bestaande uit land. Miller ligt op ongeveer 478 m boven zeeniveau.

## Plaatsen in de nabije omgeving
De onderstaande figuur toont nabijgelegen plaatsen in een straal van 40 km rond Miller.